# Мокил
Мокил — обитаемый атолл в центральной части Тихого океана. Географически он относится к Каролинским островам и является районом штата Понпеи Федеративных Штатов Микронезии.
Мокил находится в 153 километрах к востоку от Понпеи и примерно в 113 километрах к северо-западу от Пингелапа. Почти прямоугольный атолл занимает 4,5 км в длину и 2,8 км в ширину. Атолл состоит из трех островов Ухрек, Кахлап и Мвандон, образующих центральную лагуну площадью около 2 км². Населен только северо-восточный остров Калап, с городом, выходящим на лагуну. Общая площадь всех островов составляет примерно 1,24 км².
Население Мокила сократилось со 177 в 2000 году до 147 в 2008 году. Жители говорят на мокильском языке (похожем на понпейский язык) из семьи микронезийских языков.
Атолл был открыт Луи Исидором Дюперре в 1824 году.